# Renārs Uščins
Renārs Uščins (['ʁɛnaʁs 'ʊʃt͡ʃɪns], * 29. April 2002 in Cēsis, Lettland) ist ein deutscher Handballspieler. Er wird als rechter Rückraumspieler eingesetzt und steht aktuell bei der TSV Hannover-Burgdorf in der Handball-Bundesliga unter Vertrag.

## Karriere
Der Sohn des lettischen Handballspielers und Trainers Armands Uščins wuchs seit 2005 in Deutschland auf. Er spielte zunächst Handball in Kühnau, einem Vorort von Dessau, wo sein Vater in der 2. Bundesliga beim Dessau-Rosslauer HV Handball spielte. Ab seinem 13. Lebensjahr wechselte er nach Magdeburg, wo er die Sportschule besuchte. Mit den SC Magdeburg Youngsters spielte er in der 3. Liga.
Im Februar 2021 wurde er bis Saisonende 2020/21 an den Bergischen HC ausgeliehen und kam dort zu 23 Einsätzen in der Bundesliga, bei denen er 22 Tore warf. Ab Februar 2022 war er per Zweitspielrecht für die zweite Mannschaft der TSV Hannover-Burgdorf spielberechtigt. In der Saison 2021/22 kam er zu einem Bundesliga-Einsatz für den SCM und feierte die deutsche Meisterschaft 2022.
Zur Saison 2022/23 wechselte er vollständig nach Hannover und erreichte mit dem Team den sechsten Platz in der Bundesliga, womit er in der folgenden Saison erstmals an einem europäischen Wettbewerb, der EHF European League, teilnimmt. Im Mai 2023 verlängerte er seinen Vertrag bei den „Recken“ vorzeitig bis 2025.
Im Februar 2025 wurde Uščins als Deutschlands Handballer des Jahres 2024 ausgezeichnet. Im März 2025 wurde er nach einer von der Internationalen Handballföderation organisierten Wahl zum U23-Welthandballer des Jahres 2024 gewählt.

## Nationalmannschaft
Mit der deutschen U-17-Auswahl des Deutschen Handballbunds gewann er 2019 die Silbermedaille beim Europäischen Olympischen Jugendfestival. Zudem gewann er die Goldmedaille bei der U-19-Europameisterschaft 2021 und wurde ins All-Star-Team berufen. Schon als 19-Jähriger erhielt er erstmals eine Einladung zu einem Lehrgang des Nationalteams. Am 27. April 2023 gab er schließlich sein Länderspieldebüt für die deutsche A-Nationalmannschaft. Als Kapitän der Juniorennationalmannschaft wurde er bei der U-21-Weltmeisterschaft 2023 in Deutschland und Griechenland Weltmeister.
Anfang des Jahres 2024 wurde der Linkshänder von Bundestrainer Alfred Gislason in den Kader für die Europameisterschaft in Deutschland berufen. Dort erreichte er mit der Mannschaft des Gastgebers das Halbfinale und wurde im Halbfinale gegen Dänemark zum besten Spieler des Spiels gewählt.
Uščins stand auch im Kader der deutschen Nationalmannschaft, die 2024 an den Olympischen Sommerspielen teilnahm. Dort avancierte er im Viertelfinale gegen den Gastgeber, Olympiasieger 2020 und Europameister Frankreich, zum Matchwinner, als er eine Sekunde vor dem Ende der regulären Spielzeit den 29:29-Ausgleich erzielte und die Mannschaft so die Verlängerung erreichte. Am Ende der Verlängerung erzielte er den 35:34-Endstand und sicherte so den deutschen Sieg. Er wurde mit 14 erzielten Toren zum Spieler des Spiels gewählt. Er gewann mit der Mannschaft die Silbermedaille und wurde in das All-Star-Team des Turniers gewählt. Dafür wurden er und sein Team am 4. November 2024 vom Bundespräsidenten Frank-Walter Steinmeier mit dem Silbernen Lorbeerblatt ausgezeichnet. Bei der Weltmeisterschaft 2025 scheiterte die DHB-Auswahl im Viertelfinale und beendete das Turnier auf Rang 6. Mit 35 Tore war Uščins bester Werfer der Mannschaft.

## Auszeichnungen
- 2022: Niedersächsische Sportmedaille in der Kategorie „Hohe Sportliche Leistungen (Nachwuchs)“[20]
- 2024: Silbernes Lorbeerblatt
- 2024: Deutschlands Handballer des Jahres
- 2024: Junger Welthandballer des Jahres
- 2024: Niedersachsens Sportler des jahres

## Berufliches
Neben dem Handball absolviert er ein BWL-Fernstudium an der privaten Hochschule Göttingen.